# Filipijnse Grondwet

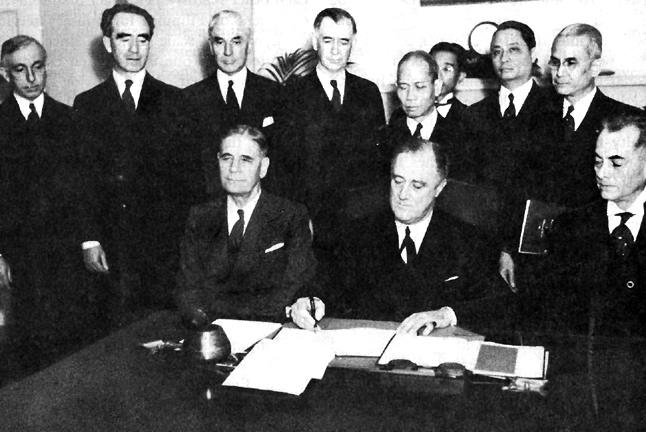
Tekenen van de grondwet van 1935 (23 maart 1935)

De Filipijnse Grondwet is de belangrijkste wet van de Filipijnen, waarin de organisatiestructuur van de Filipijnse staat en de grondrechten van de Filipijnse burgers staan beschreven. De huidige Filipijnse grondwet stamt uit 1987. Daarvoor kenden de Filipijnen diverse andere grondwetten. De eerste Filipijnse grondwet werd in 1898 ontworpen ten tijde van de, internationaal niet erkende, regering van generaal Emilio Aguinaldo. Kort voor de inauguratie van het Gemenebest van de Filipijnen werd de Filipijnse Grondwet van 1935 ontworpen en aangenomen. Deze Grondwet werd gebruikt in de Gemenebest-periode (1935 tot 1946) en de eerste periode van onafhankelijkheid (1946 tot 1972). In 1973 ontwierpen de leden van de Constitutionele Conventie van 1971 een nieuwe grondwet, die gebruikt werd tot de val van president Ferdinand Marcos in 1986. In de overgangsperiode daarna regeerde opvolger Corazon Aquino het land gebruikmakend van de zogenaamde "Freedom Constitution" in afwachting van de goedkeuring van de nieuwe Filipijnse Grondwet in 1987. Daarnaast werd ook in 1943 een grondwet aangenomen voor de regering van de Tweede Filipijnse Republiek, onder de Japanse bezetting in de Tweede Wereldoorlog.